# 1423 هـ
1423 هـ هي سنة في التقويم الهجري امتدت مقابلةً في التقويم الميلادي بين سنتي 2002 و2003.

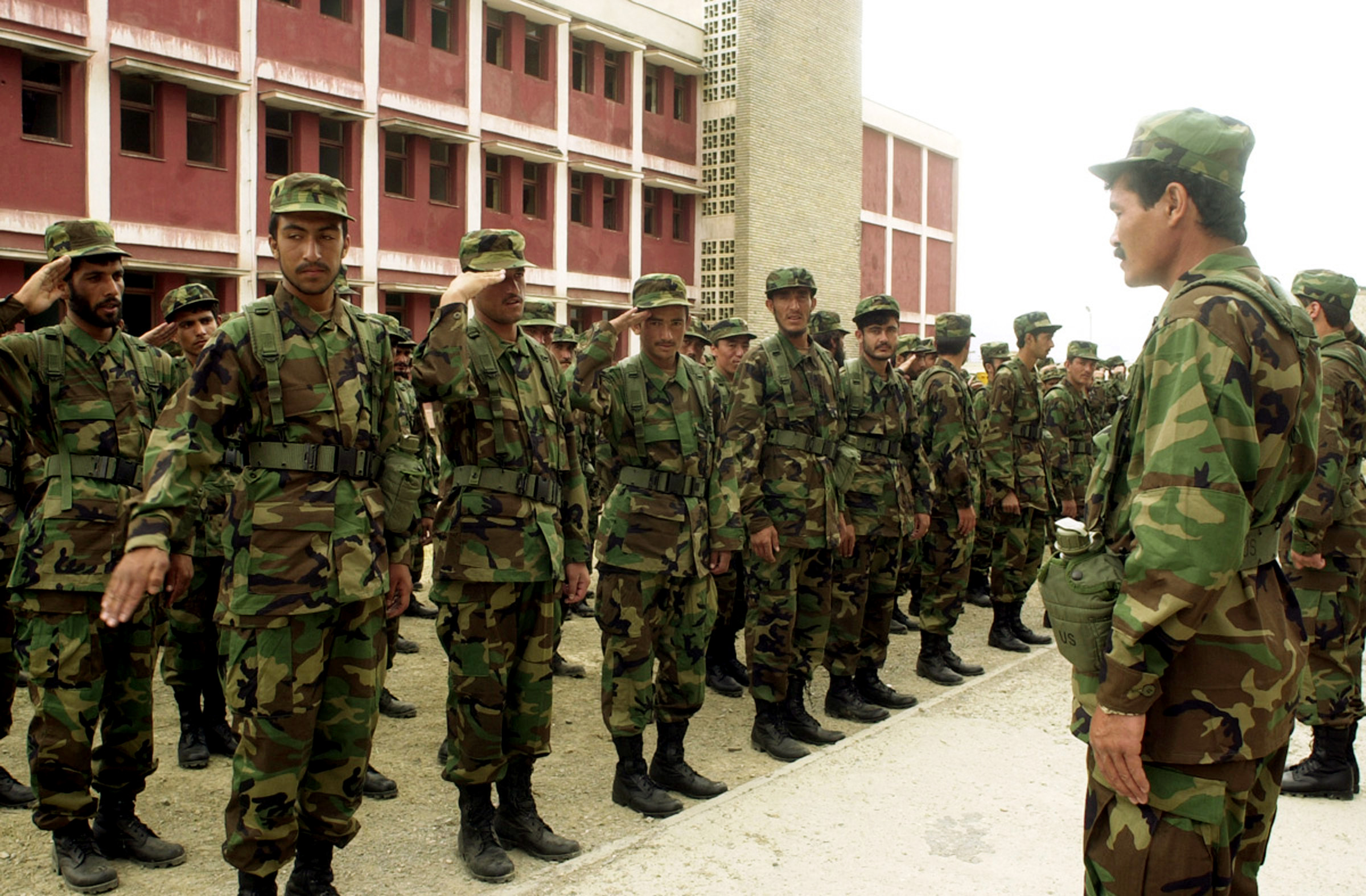
مجندون جدد في الجيش الوطني الأفغاني، 3 ربيع الاول 1423.

## مواليد
- حلا الترك

## وفيات
- آيات الأخرس
- أحمد أيوب (ممثل سوري)
- أحمد بن سلمان بن عبد العزيز آل سعود
- أحمد حجازي (ممثل)
- أحمد عبد الرحيم مصطفى
- أحمد مظهر
- ثامر السويلم
- جهاد أحمد جبريل
- حمادي الساحلي
- رشدي المهدي
- رشيد علامة
- زيد بن شاكر
- سعيد بلقولة
- سيد حاتم
- شهاب الدين الندوي
- صالح سليم
- طه محمود طه
- عبد الباسط عودة
- عبد الرحمن بدوي
- عبد العزيز النمش
- عبد الله البقمي
- عبد الله بن عمر بلخير
- عبد الله شحاتة
- عبد المنعم واصل
- علاء ولي الدين
- فؤاد علي مخيمر
- فادية بنت فاروق الأول
- محرم فؤاد
- محمد تقي الحكيم
- محمد سالم الحاجي
- محمد كاظم الكفائي
- مهند الطاهر
- نعمة الله الهاشمي
- يوسف فخر الدين
- أبو تراب الظاهري
- أحمد بن حجر آل بوطامي
- حسين بن علي عرب
- زهيرة عابدين
- عبد الله البسام
- مانع بن حماد الجهني
- محمد صفوت نور الدين
- محمد كاظم الطريحي
- محمد بن أحمد العقيلي